# 行司

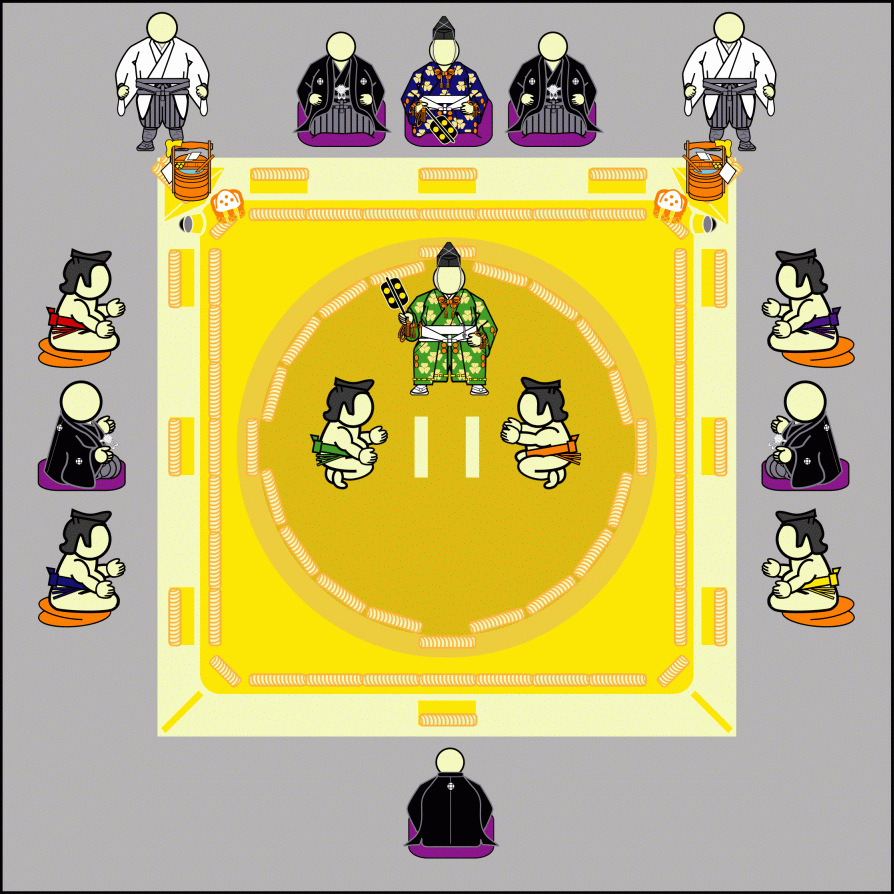
土俵中著綠色和服手拿軍配扇者即為「行司」

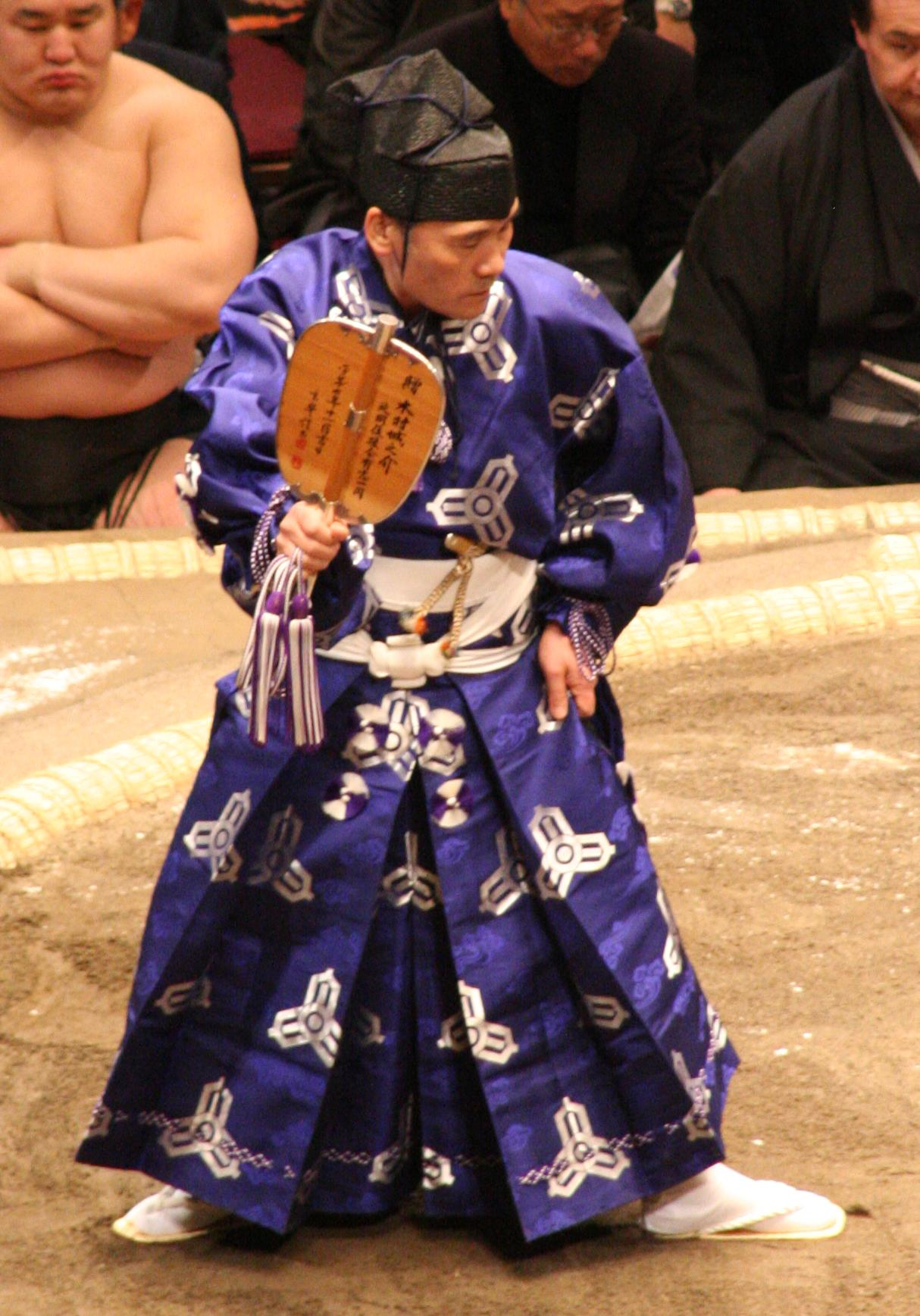
2008年1月场所时的立行司37代式守伊之助（后又出任35代木村庄之助）

行司（日语：／ Gyōji），是日本大相撲比賽的仪式执行者与初次执裁的裁判員。行司最早在15世紀出現，當時稱行事，是主持相撲比賽進程的人。
他們身穿古代狩衣戴烏帽子，赤腳在土俵主持比賽，以軍配扇指向勝利的力士。他們通常青少年進入相撲界直到65歲退休，目前相撲界有40個活躍的行司，通常一個相撲部屋也有一個行司。
他們由序之口格行司至立行司分9個等級，各有不同的服飾和主持不同級別的比賽，最高級的立行司可穿草鞋和配短刀，表示有誤審即切腹謝罪的覺悟。他們的藝名一般以木村或式守為姓，最高級的稱為木村庄之助，第二高級的稱為式守伊之助，升遷視乎年資和判斷準確度而定。他們也要指導力士做正確的立合（比賽預備），成立後才可正式比賽。在比賽期間，考慮到力士有可能在沒有意識到的情況下將他的腳踩到土俵外，行司會向力士喊“（nokotta nokotta）讓力士知道比賽仍在進行，意思大概是“你還在其中！你還在其中！”行司還有責任鼓勵力士在他們沒動作時繼續前進，例如，當他們兩人都處在膠著狀態時，他會喊 （hakkeyoi）。如果比賽超過四至五分鐘仍未分出勝負，那麼行司可能要給他喝一口水再重新比賽，故此長時間的相撲比賽在日語被稱為。
行司也要正確的說出力士正在使用的招式。
除了主持比賽，他們也主持土俵祭（象徵比賽場地已淨化）和作為日本相撲協會番付編成會議的書記，也負責部屋內日常運作和力士外出巡業時的先遣人員。
行司主持比賽極為危險.若一位行司出現意外.觀眾席會安插一位行司繼續主持比賽